# Lene Kaaberbøl

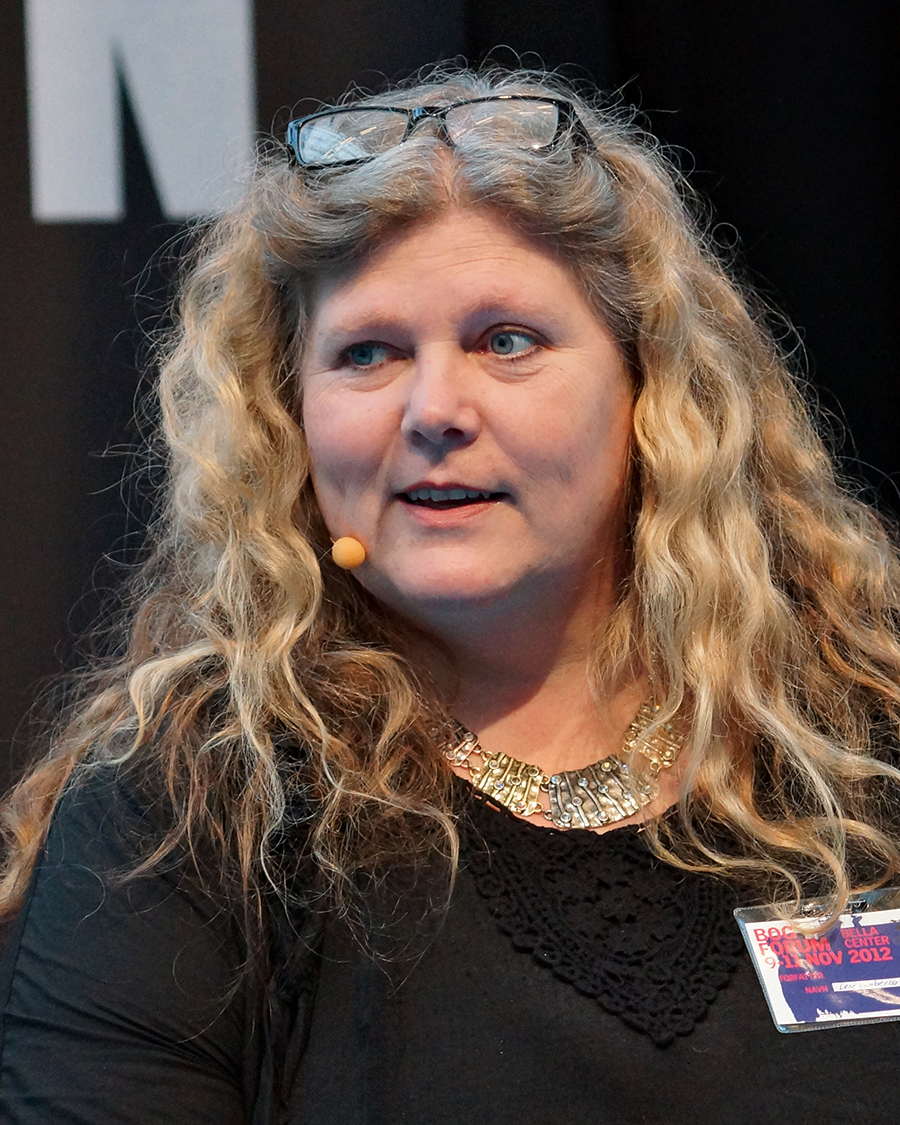
Lene Kaaberbøl (2012)

Lene Kaaberbøl (* 24. März 1960 in Kopenhagen) ist eine dänische Kinderbuchautorin.

## Biografie
Die in Kopenhagen geborene Lene Kaaberbøl wuchs in der kleinen Stadt Malling auf, die auf dem Land südlich von Aarhus in Jütland liegt. Ihr erstes Buch veröffentlichte sie im Alter von nur 15 Jahren. Es war auch das erste Buch der Tina-Serie. Nach ihrem Abschluss an der Aarhus Katedralskole und ihrer Ausbildung mit einem Abschluss in Englisch und Dramaturgie an der Universität Aarhus arbeitete sie als Gymnasiallehrerin und Übersetzerin. Kaaberbøl lebt heute in Sark, auf den Kanalinseln bei Frankreich.
Sie schrieb bisher (Stand 2018) mehr als 30 Bücher.